# Мазур, Адам
Адам Мазур (швед. Adam Masuhr), при рождении Адам Андерссон (швед. Adam Andersson, родился 21 мая 1983 в Евле) — шведский хоккеист, защитник.

## Биография
Начинал карьеру в родном городе в команде «Евле». Выступал во второй лиге Хоккейаллсвенскан за команду «Мура» с сезона 2000/2001, в сезоне 2001/2002 выступал в Шведской хоккейной лиге за «Брюнес». В сезоне 2003/2004 вернулся в «Муру» и вывел её в Шведскую хоккейную лигу, провёл с ней один сезон там. Позже выступал за «Юргорден» и МОДО, в составе МОДО завоевал в сезоне 2006/2007 титул чемпионов Швеции. Вернулся в «Муру» в сезоне 2007/2008. В сезоне 2009/2010 дебютировал в финской СМ-Лиге за команду КалПа. В её составе он отыграл пять лет, после чего перешёл в «Кярпят». Выиграл дважды чемпионат Финляндии в составе «рысей», с сезона 2015/2016 выступает за череповецкую «Северсталь». 19 апреля 2018 года подписал контракт на три года с клубом «Мура» из Швеции
Выступал за сборную Швеции до 20 лет на чемпионатах мира 2002 и 2003 годов, а также за сборную Швеции до 18 лет на чемпионате мира 2001 года.

### Семья
В 2010 году женился в Испании и взял фамилию жены. Увлекается футболом, флорболом и теннисом